# Доминика на Светском првенству у атлетици на отвореном 2019.
Доминика је учествовала на 17. Светском првенству у атлетици на отвореном 2019. одржаном у Дохи од 27. септембра до 6. октобра шеснаести пут. Репрезентацију Доминике представљала је 1 такмичарка која се такмичили у троскоку., 
На овом првенству такмичарка Доминике није освојила ниједну медаљу нити је остварила неки резултат јер није ни стартовала.

## Учесници
Жене:
- Те Лафонд — Троскок

## Резултати

### Жене
| Атлетичарка | Дисциплина | Лични рекорд | Квалификације   | Квалификације   | Финале                | Финале                | Детаљи |
| Атлетичарка | Дисциплина | Лични рекорд | Резултат        | Место           | Резултат              | Место                 | Детаљи |
| ----------- | ---------- | ------------ | --------------- | --------------- | --------------------- | --------------------- | ------ |
| Те Лафонд   | троскок    | 14,38 НР     | Није стартовала | Није стартовала | Није се квалификовала | Није се квалификовала |        |